# Sphecodes hydrangeae
Sphecodes hydrangeae là một loài Hymenoptera trong họ Halictidae. Loài này được Mitchell mô tả khoa học năm 1956.